# Stacjonata

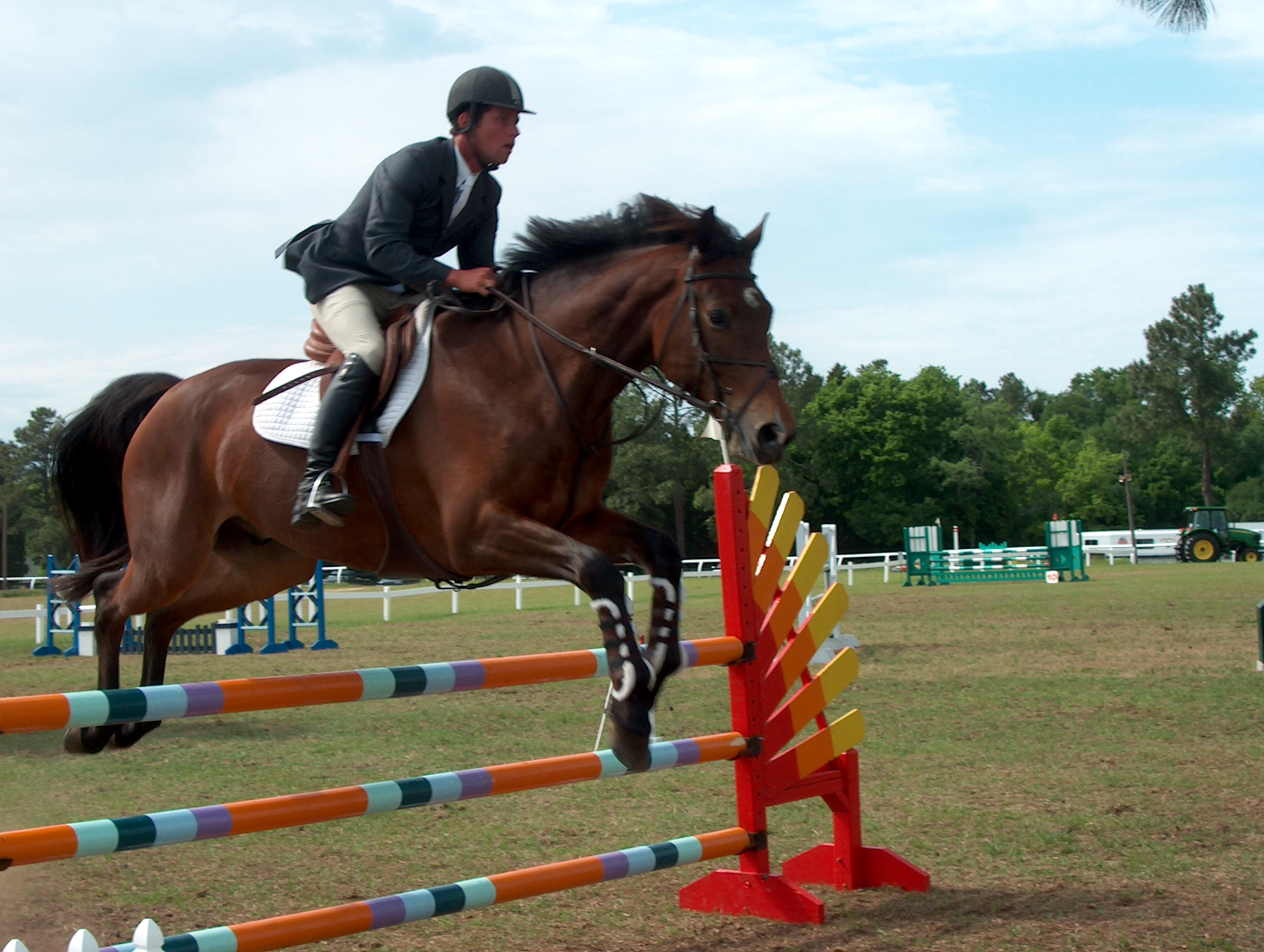
Skok przez stacjonatę

Stacjonata – najpopularniejsza pojedyncza pionowa (skok na wysokość) przeszkoda do skoków konnych, wykorzystywana w zawodach lub w ćwiczeniach skoku. Zbudowana jest z dwóch stojaków i drągów lub desek, zawieszonych jedna nad drugą. Drągi umocowane są za pomocą tzw. łyżek lub kłódek, które umożliwiają przesuwanie ich w górę lub w dół, w celu zmiany wysokości przeszkody. Stacjonatę można postawić przy wąskim rowie. Rodzajem stacjonaty jest też szlaban.
Z pojedynczych stacjonat zestawia się przeszkody złożone, np.: doublebarre, triplebarre, piramidę, okser, pokonywane przez konia jednym skokiem. Możliwe jest także ustawienie kombinacji, czyli szeregów, pokonywanych przez konia skokami dwoma, trzema a nawet czterema (w ramach jednej przeszkody).